# Acacia glandulicarpa
Acacia glandulicarpa é uma espécie de leguminosa do gênero Acacia, pertencente à família Fabaceae.